# Desa Pekuncen (administrativ by i Indonesien, lat -7,30, long 109,37)
Desa Pekuncen är en administrativ by i Indonesien.   Den ligger i provinsen Jawa Tengah, i den västra delen av landet, 300 km öster om huvudstaden Jakarta.